# Синагога Ліфшиця
Головна синагога Вінниці, або синагога Ліфшиця — хоральна синагога в місті Вінниця на вул. Соборній, 62.
У середмісті Вінниці є самобутній мікрорайон Єрусалимка — нагадування про те, що колись Вінниця мала чисельну єврейську громаду. Зокрема, на початку ХХ ст. єврейське населення становило понад 37 % жителів міста. Вивіски офіційних установ дублювалися, а судові засідання, за потреби, навіть велися мовою їдиш. На той час у місті діяли 17 синагог. Але до нашого часу збереглася лише одна, яка продовжує виконувати своє історичне призначення.
Синагога побудована в 1897 році за кошти вінницького купця Ліфшиця. До початку революції 1917 це була головна синагога Вінниці.
Будівлю синагоги в 1992 році було повністю відремонтовано зусиллями меценатів JDC, хасида з США рабина Лейбла Суркіса та голови єврейської релігійної громади Ісаака Петровича Новоселецького.

## Історія
Останні десятиліття ХІХ століття стали для Вінниці епохою ренесансу, яку фактично запустила урочисто відкрита в 1870-му станція залізничної гілки Київ — Жмеринка — Бірзула. Одним з показників стала широкомасштабна перебудова центру міста в камені, згідно останнім модним віянням європейської архітектури.
Завдяки щасливому випадку, саме в той час надумав одружуватися заможній єврейський купець на прізвище Ліфшиц. Будучи сам доволі не бідною людиною, в якості посагу за свою наречену він отримав велику земельну ділянку на головній міський вулиці, що тоді носила назву «Поштова». Однак нове придбання господареві чимось не догодило (з яких саме причин — не відомо).
Тоді Ліфшиц спробував подарувати вінницьку землю місцевій релігійній громаді, на що отримав відмову прийняти дар з аргументацією, що рабин землею не займається. Позбутися посагу купцеві допомогла, мабуть, природна кмітливість — він побудував за власний кошт будівлю на цій ділянці і подарував її юдейській релігійній громаді в 1880 році (за іншими відомостями в 1897 р.). Від такого подарунку, громада відмовитися вже не змогла.
Місце розташування на центральній вінницькій вулиці дуже швидко забезпечило синагозі Ліфшица хоральний статус, який зберігався за нею ще два десятиліття після більшовицького перевороту 1917 р. Але червона унітарія не збиралася довго коритися будь-якому домінуванню, тож служби проводилися тут лише до 30-х років XX ст., та в 1927 році храм зачинили в межах атеїстичної боротьби, як і ще 13, що існували в місті, його перетворили на клуб ім. Йосифа Сталіна, попередньо позбувшись від будь-якого натяку на первинне призначення цієї будівлі (високі вікна були затягнуті темним сукном, а вгорі на фронтоні зяяла кругла діра). Номінально єврейська громада сама попросила переобладнати синагогу на клуб, з обов'язковим тодішнім найменуванням на честь «товарища Сталіна», насправді ж це був один з кроків в боротьбі за уми й серця населення окупованих українських теренів, головним фактором впливу на які, була саме церква, без огляду на релігійну та конфесійну приналежність.
Під час розпочатої Москвою та нацистською Німеччиною Другої світової війни, що вирувала на вінницький землі з 1941 по 1944 роки, гітлерівці відвели, колись святим для юдеїв стінам, роль складу особистих речей закатованих євреїв для роздачі своїм прибічникам (на верхніх поверхах), а хоральний зал пристосували під театр. Саме в той час барельєф Менори зник з центрального фасаду.
Після поновлення радянської окупації, за відмінні звукові характеристики зали, колишню храмову будівлю було вирішено переобладнати на філармонію, але звуки класичної музики звучали в цих стінах лише до 1985 року. Потім аварійний стан будівлі змусив шукати для концертів інше приміщення, а будівля колишньої синагоги полишилася закинутою на довгі роки.
З поверненням незалежності українській землі, яка зняла всі релігійні обмеження та заборони, почалася боротьба єврейської громади за повернення своєї святині, в ході якої з'ясувався цікавий факт приналежності за документами будівлі громаді з 1920-х, але цей самий факт одночасно унеможливлював передачу її сучасному товариству. Тому правова передача відбувалася за участі місцевої адміністрації — з 1992-ого господарями синагоги знов стали ті, для кого вона будувалася.
Почався кропіткий процес повернення в ці стіни святого духу, на відреставрованих в 2000-х фасадах знов виднілася Менора, що правда з 2010-х, задля залучення додаткових коштів на потреби громади, її підприємливі голови віддали перший поверх вздовж центральної вулиці в оренду комерційним структурам.
У ніч з 18 на 19 травня 2005 року на стінах синагоги з'явилися свастики і антисемітські графіті — це був перший такий випадок в історії громади після 1991 року
У 2018 на першому поверсі синагоги, розмістилося представництво лотереї, вони почепили вивіску «Золота підкова» та заклеїли вікна. 26 лютого близько 16 години, вже почали знімати вивіску, що була встановилена днями на фасаді синагоги ім. Лівшиця.
У квітні 2020 завершили роботи з облагородження (фарбування) фасаду синагоги, оскільки споруда, протягом кількох років мала плачевний вигляд.

### Архітектура
Триповерхова споруда в стилі модернового мінімалізму представляє собою Г-подібний цегляний, тинькований по центральному симетричному фасаду витягнутий в бік внутрішнього двору периметр з двома бічними входами, який розташований вздовж червоної лінії забудови центральної міської вулиці окремо, але майже впритул до сусідніх будівель.
Зумовлений обраним архітектом стилем оформлення центральний фасад на зараз прикрашають симетричні бічні входи в доповненні русту першого ярусу з акцентованим замковим каменем, ризаліт центральної частини із строєними прямокутними віконними прорізами, неширокий фриз відокремлений профільованим карнизом, величний трикутний розірваний фронтон з барельєфом Мінори в центрі та лобовий карниз великого виносу на модильонах з листям аканта.

## Світлини

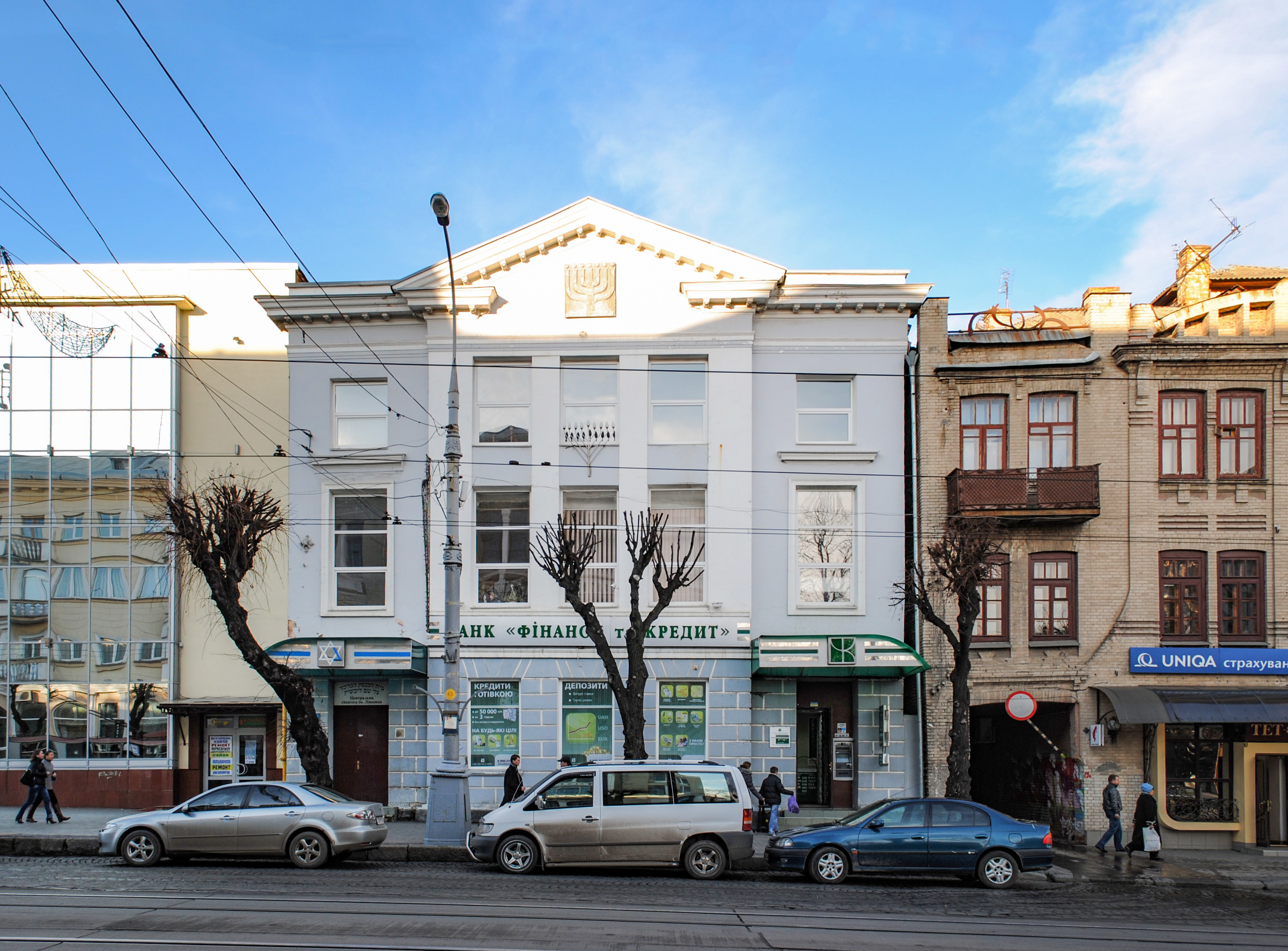
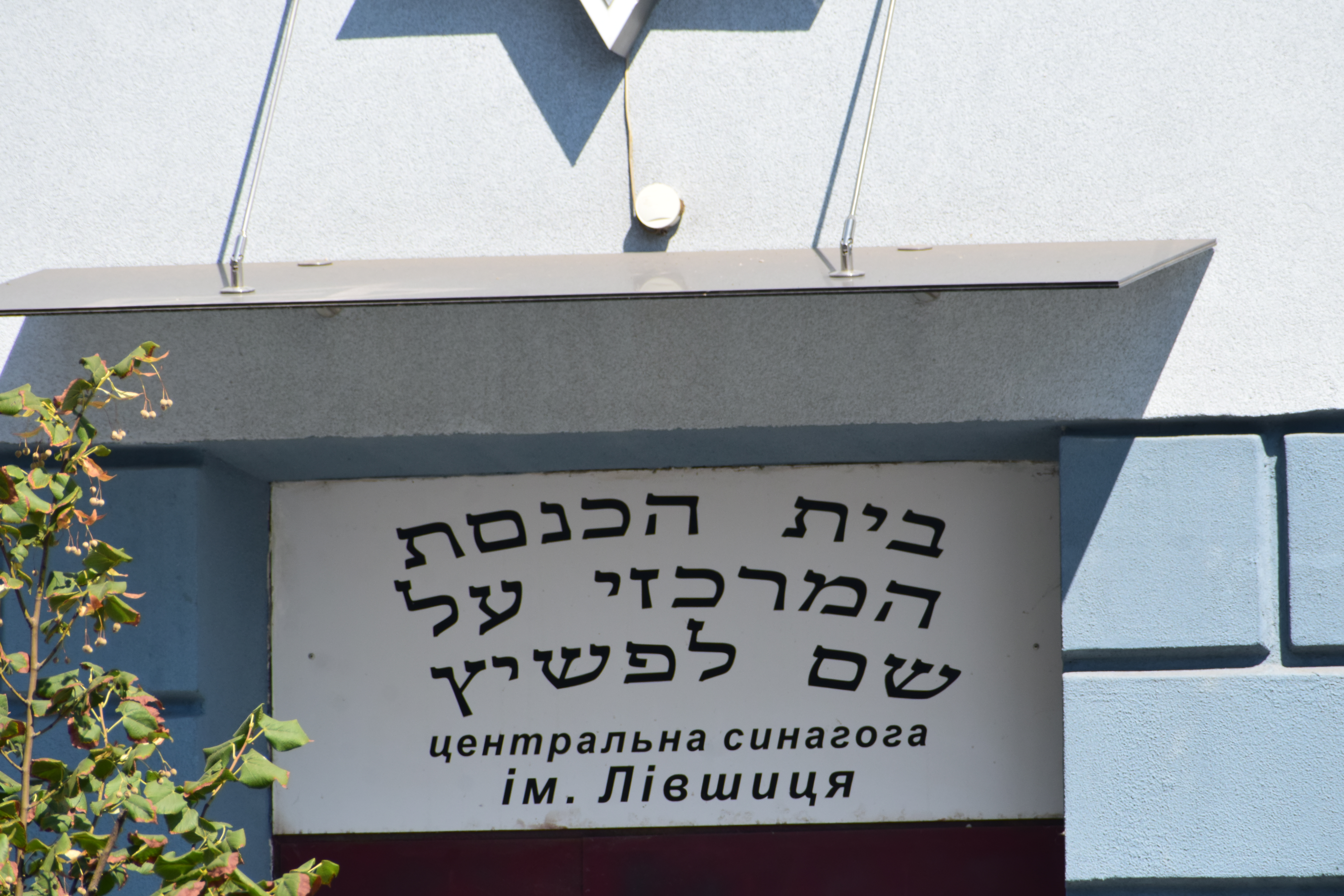
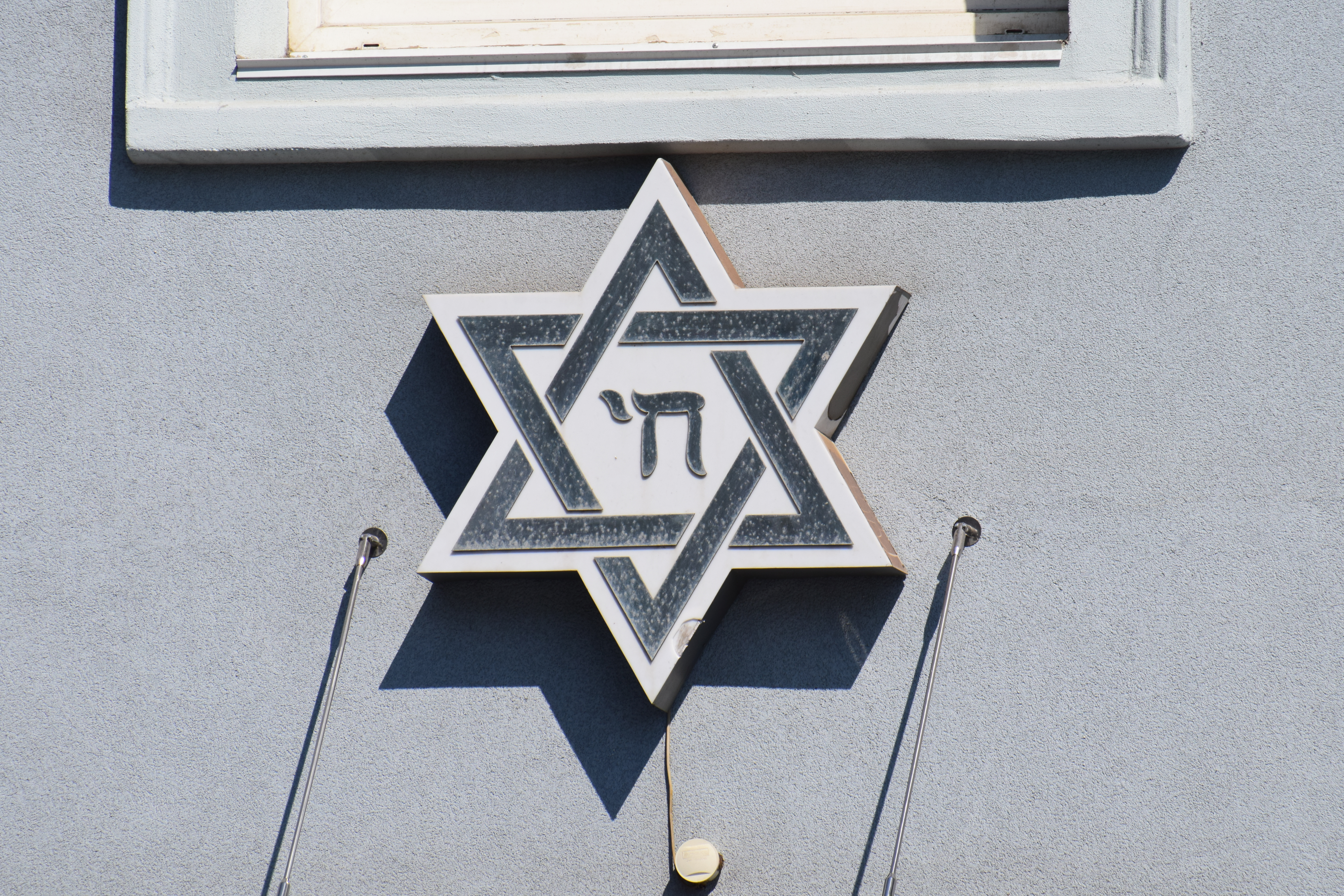
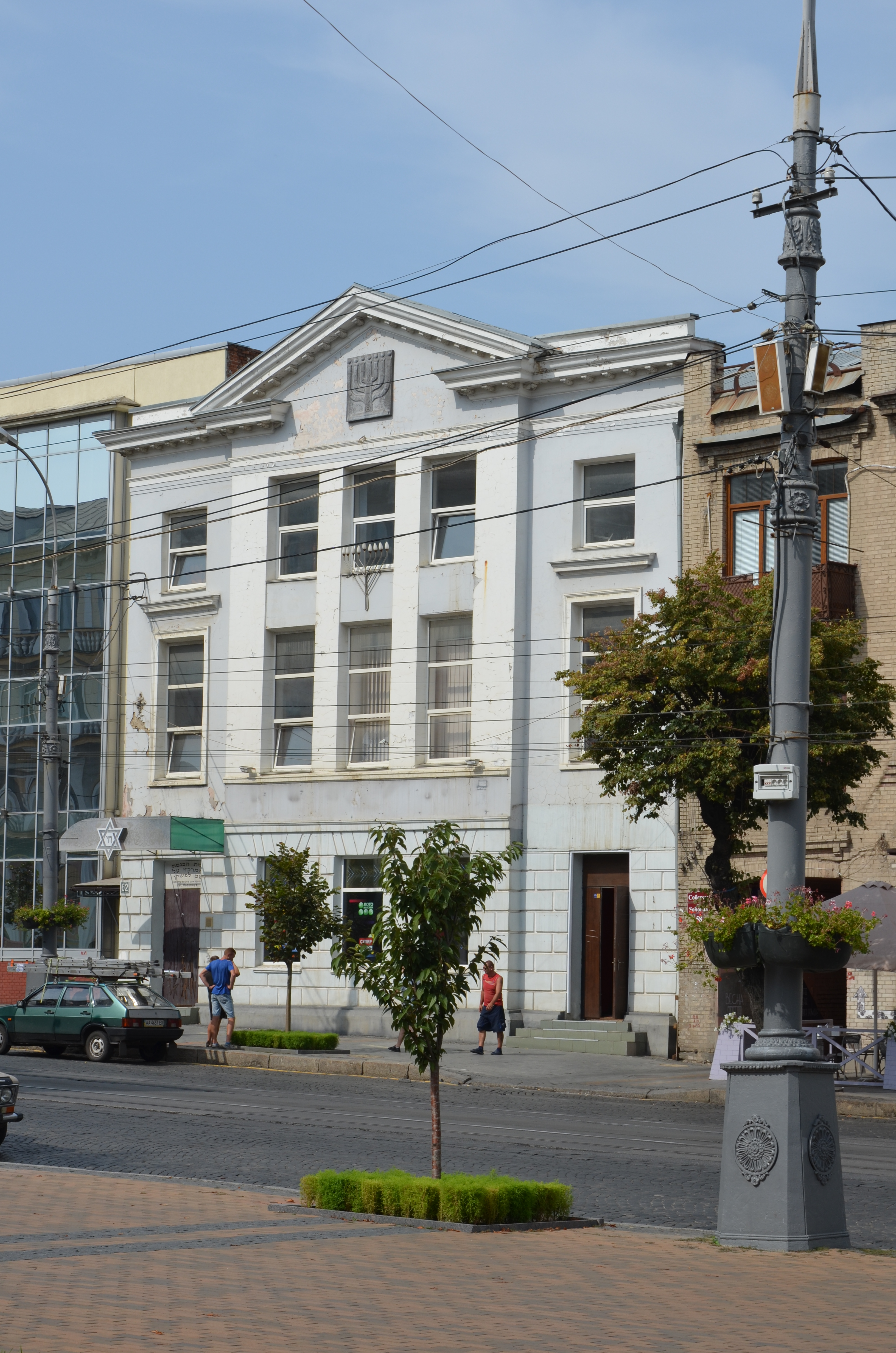